# Bernhard Baier
Bernhard Baier (ur. 12 sierpnia 1912 w Hanowerze, zm. 26 kwietnia 2003 tamże) – niemiecki piłkarz wodny, wicemistrz olimpijski z Berlina.
Znalazł się w składzie reprezentacji Niemiec, która w 1936 zdobyła srebrny medal na olimpiadzie w Berlinie. Rozegrał 6 spotkań.
Zdobył srebrny medal w turnieju piłki wodnej na mistrzostwach Europy w 1938 w Londynie.